# Mélina Cantin
 (juillet 2025).
Si vous disposez d'ouvrages ou d'articles de référence ou si vous connaissez des sites web de qualité traitant du thème abordé ici, merci de compléter l'article en donnant les références utiles à sa vérifiabilité et en les liant à la section « Notes et références ».
 (juillet 2025).
Motif : Jeune joueuse seulement 3e à son poste, pas (encore) de parcours sportif notable justifiant un article
- Archive Wikiwix
- Bing
- Cairn
- DuckDuckGo
- E. Universalis
- Gallica
- Google
- G. Books
- G. News
- G. Scholar
- Persée
- Qwant
- (zh) Baidu
- (ru) Yandex
- (wd) trouver des œuvres sur Wikidata

| 1. | Préciser le motif de la pose du bandeau. | Précisez le motif de la pose du bandeau en utilisant la syntaxe suivante : {{admissibilité à vérifier\|date=août 2025\|motif=remplacez ce texte par le motif}}                     |
| 2. | Informer les utilisateurs concernés.     | Pensez à avertir le créateur de l'article, par exemple, en insérant le code ci-dessous sur sa page de discussion : {{subst:avertissement admissibilité à vérifier\|Mélina Cantin}} |

Mélina Cantin, née le 25 novembre 2003 à Brest, est une gardienne de but française de handball.
Elle évolue au sein du Brest Bretagne Handball.

## Biographie

### Enfance et formation
Originaire de Brest, Mélina Cantin débute le handball à Locmaria HB, avant de rejoindre le club de Taulé-Carantec HB, puis le centre de formation du Brest Bretagne Handball.
Elle poursuit un master en langues étrangères appliquées (LEA).

### Carrière
En 2024, elle signe son premier contrat professionnel avec le BBH. Lors d'un match contre Nantes, elle bloque deux des cinq tirs concédés.
Mélina Cantin a représenté l'équipe de France dans plusieurs compétitions internationales :
- Championnat du monde junior féminin de handball (moins de 20 ans)
- Championnat du monde universitaire : elle y décroche la médaille d'argent avec la France et est élue meilleure gardienne du tournoi[3].